# Joszakoi
A joszakoi (よさこい, Hepburn-átírásban: Yosakoi) egy különleges, Japánból származó táncforma, amelyet országszerte táncolnak fesztiválokon és más eseményeken. Az első joszakoi fesztivált 1954-ben rendezték meg Kócsiban. Ez a táncstílus Japán széles területén elterjedt. A stílus japán tradicionális tánc elemeket kombinál modern zenével, így rendkívül energikus. A koreográfiákat gyakran hatalmas csapatok adják elő. A néhány professzionális joszakoi iskolán és városi tánccsapaton túl a joszakoi általános-, alsó- és felső középiskolai sport fesztiválokon is nagy népszerűségnek örvend. A joszakoit mindenféle korosztályba tartozó férfiak és nők is táncolják – akár egy csapaton belül is.

## Kosztümök és anaruko
A joszakoi csapatok által használt kosztümök igen változatosak. A leggyakoribb kosztümök az ún. happi kabátok és jukata, amelyeket rengeteg különböző színben meg lehet találni. Egyes csapatok öltözete ezzel szemben történelmi ruházatokon, másoké az adott divat trendeken vagy etnikai divatokon alapul. Általánosságban egy csapat minden tagja hasonló ruhát visel.
A joszakoi tánc egyik meghatározó sajátossága a naruko használata; ez egy kis, fából készült csattogtató, amelyet minden táncos a kezében tart. A narukot eredetileg Kócsi prefektúrában használták a madarak rizsföldről való elijesztésére. A tradicionális narukonak feketék és sárgák az ütői, de a legtöbb modern joszakoi csapat saját narukot tervez, úgy megválasztva annak színeit és mintáját, hogy az illeszkedjen az öltözetükhöz. A naruko használata követelménye a joszakoi táncnak, de sok csapat más kelléket vagy hangszert is használ, így például dobokat, más ütős hangszereket, zászlókat, mazsorett botokat és karneváli kocsikat.

## Joszakoi naruko tánc
A hivatalos joszakoi tánc alapja egy Joszakoi Naruko Dancing című dal, amelyet Eiszaku Takemasza írt. Ezt az egy dalt három másik elemeinek kombinációjából hozta létre: ezek a Joszakoi-busi („joszakoi dallam”), a Joccsore (egy gyerekdal), és a Dzsinma-mo (egy Kócsi prefektúrai népdal). Az eredeti, kócsi verseny kötelezi a versenyző csapatokat, hogy zenéjükben felhasználjanak részleteket ebből a dalból is. Más területeken lévő versenyeken és fesztiválokon ez a követelmény nem mindig van jelen (így lehetővé téve a csapatoknak, hogy saját zenét szerezzenek), vagy más, helyi népdalokból kell részleteket beledolgozni a táncba. Takemasza a Joszakoi Naruko Dancing szerzői jogait a közösségnek adta.

## Joszakoi Macuri
A Joszakoi Macuri („joszakoi fesztivál”) egy Kócsiban tartott fesztivál. Ez az eredeti joszakoi fesztivál: 1954-től kezdve minden augusztusban megrendezték. Ezen a fesztiválon tánccsapatok és karneváli kocsik gyűlnek össze, hogy együtt táncolják a naruko táncot. A résztvevők száma minden évben egyre nő: 2005 óta minden évben több mint 10,000 táncos vesz részt a versenyen.
A kócsi joszakoi verseny szabályai a következők:
- A résztvevőknek használniuk kell a naruko csattogókat a táncban
- Bármilyen zenei mű elfogadható, amíg tartalmaz legalább néhány részletet Takemasza eredeti Joszakoi Naruko Dancing dalából
- Egy csapatban maximum 150 fő lehet

## A joszakoi növekvő népszerűsége
1954-es megjelenése óta a joszakoi egész Japánban népszerűvé vált. Ma már Japán-szerte tartanak Joszakoi-Szoran fesztiválokat. Ezek mérete a kis falvakba egy másik éves fesztivállal együttesen meghívott néhány tánccsapattól egészen hatalmas városokig terjed, mint például Szendai, ahol a Micsinoku Joszakoi fesztivál, Japán harmadik legnagyobb fesztiválja kerül megrendezésre.
2005 óta több mint 200 helyen tartanak fesztiválokat és versenyeket.
- Tokióban a Haradzsuku Omoteszando Genki Macuri Szuper Joszakoi egy két napos joszakoi fesztivál, amelyet Haradzsukuban és Jojogi Parkban öt helyszínen rendeznek meg. Ezt a fesztivált 2001 óta évente megrendezik.
- A szaitamai Szakado városban megrendezett Szakado Joszakoi Fesztivál 2001-ben indult 67 csapattal és 4600 résztvevővel. A 11. fesztivál 2011-ben volt.
- A hokkaidoi Szapporóban 1992-ben tartották a legelső Joszakoi-Szoran Fesztivált. A 16. fesztivál 2007. június 6-án kezdődött az Odori Parkban és egyéb helyszíneken.
- Kjúsú legnagyobb joszakoi fesztiválját a nagaszaki Szaszebóban tartják minden október végén.
- Surabayaban van egy éves joszakoi verseny. 2007-ben a nyereményt Kócsi polgármestere, Okazaki Szeija adta át.
- A malajziai Putrajayában található Sekolah Alam Shah iskola hat sportháza közül az egyik a Form 1 Cultural Night során joszakoit fog előadni.

A joszakoi táncra példát lehet látni a A Harimaja híd című filmben, amelyet Kócsi prefektúrában forgattak, valamint megjelent a Kinpacsi Szenszei (3年B組金八先生) című tévésorozatban is. A 2011-es manga sorozat, Hanajamata, amely 2014-ben anime adaptációt kapott, szintén a joszakoial foglalkozik.

### Nemzetközileg
A malajziai Pinangben minden év júliusában helyi rajongók csapata, a Pink Hibiscus Joszakoi Táncosok joszakoit adnak elő, hasonlóan a ghánai Accarában tartott éves ünnepléshez, amely a Japán és Ghána közötti kapcsolatok megerősítésére szolgál.
Vietnámban joszakoit évente a Japán Szakura Macurin adnak elő, amelyet általában áprilisban tart Hanoiban a vietnámi Japán Alapítvány, hogy megismertesse az embereket a japán kultúrával. Ezen a fesztiválon több mint tíz lelkes vietnámi joszakoi csapat és japán vendég csapatok vettek részt. A joszakoi továbbá nagy városok anime-manga-cosplay eseményein is megjelenik, mint például Hanoiban, Ho Si Minh-városban és Hải Phòngban. A Harajuku Omoteszando Szuper Joszakoi Fesztiválhoz Vietnám minden évben egy csapattal járul hozzá, de ez a szám nőhet a jövőben.
Ezen felül vannak joszakoi csapatok Japánon kívüli egyetemeken is, így a UC Berkeley, Kansas State University, Minnesota State University Moorhead, és a New York City “Joszakoi Dance Project – 10tecomai”. Kanadában egy Szakuramai nevű csapat helyi kulturális eseményeken és vásárokon vesz részt Torontóban és Montrealban.
Európában Dániában, Franciaországban és Svédországban lehet joszakoit tanulni és táncolni. A Leiden Egyetem tanulói által létrehozott holland csapat, a Raiden több Japánnal kapcsolatos programon is részt vesz, így például az évente megrendezett Japanmarkton, animés találkozókon és kulturális eseményeken. A francia csapatot 2010-ben hozták létre és több fesztiválon is részt vett, beleértve a Bordeaux-i Nemzetközi Vásárt (franciául: Foire Internationale de Bordeaux) is. A svéd Zyka Joszakoi is helyi, Japánnal kapcsolatos rendezvényeken és gyűléseken lép fel.
Emellett 2018 óta már Magyarországon is megtalálható az említett tánc, a Hungary Yosakoi Team: Sumire megtestesítésében. A Hungary Yosakoi Team: Sumire 2018 februárjában indult útnak Emiko Tanaka híres yosakoi nagykövet vezetésével. 2019 nyarán a csapat elnyerte a Yosakoi Nagykövet címet.

## Fordítás
- Ez a szócikk részben vagy egészben  a   Yosakoi című angol Wikipédia-szócikk fordításán alapul.  Az eredeti cikk szerkesztőit annak laptörténete sorolja fel. Ez a jelzés csupán a megfogalmazás eredetét és a szerzői jogokat jelzi, nem szolgál a cikkben szereplő információk forrásmegjelöléseként.